# Platygaster luteipes
Platygaster luteipes (лат.) — вид мелких наездников из семейства Platygastridae. Юго-Восточная Азия: Индонезия (Сулавеси). Длина тела около 1,25 мм. Ноги бледно-желтоватые; голова равномерно закругленная, тонко и густо поперечно-кожистая сзади; нотаули слабо обозначены сзади; передние крылья с плотными микротрихиями; второй тергит Т2 слабо исчерчен в базальных ямках почти до половины длины, медиально с несколькими штрихами вдвое короче; T4—T5 каждый с примерно 10 имплантациями щетинок. Черный, антенномеры A1-A3 и ноги, включая тазики светло-коричневато-желтые, A4-A10 светло-коричневые, мандибулы и тегула темно-коричневые. Переднее крыло в 2,4 раза длиннее своей ширины, в 0,75 раза длиннее тела, позрачное, с густыми и умеренно длинными микротрихиями; маргинальные реснички примерно в 0,1 раза больше ширины крыла. Заднее крыло в 5,6 раза длиннее ширины, с двумя крючками; маргинальные реснички почти не превышают 0,4 ширины крыла. Помимо жёлтых ног, этот вид отличается от P. achterbergi, P. baliensis и P. sparsipilosa, например, плавно закругленным затылком без гиперзатылочного киля. Название относится к жёлтому цвету ног. Вид был впервые описан в 2008 году датским энтомологом Петером Булем (Peter Neerup Buhl, Дания).